# Bibliothèque académique de l'Université de Tallinn
La bibliothèque académique de l'Université de Tallinn (estonien : Tallinna Ülikooli Akadeemiline Raamatukogu) est une de plus grandes et importantes bibliothèques en Estonie dans tous les domaines, sauf la construction et l'agriculture. La bibliothèque se situe à Tallinn, la capitale d'Estonie.

## Histoire
La bibliothèque est fondée en 1946 par l'Académie des Sciences. Elle fait partie de l'Université de Tallinn depuis 2003. La collection la plus ancienne est celle de la bibliothèque de l'Église Saint-Olaf (fondée en 1552). 
En tout, la bibliothèque contient plus de 2,5 millions d'articles. 
La bibliothèque accueille presque 50 000 lecteurs par an.

## Présentation
Le bâtiment principal de la bibliothèque est situé dans le centre-ville de Tallinn, au 10 Rävala boulevard. La bibliothèque a des secteurs dans les différentes facultés de l'Université de Tallinn, y compris à Haapsalu et Rakvere.
La conception moderniste de l'édifice principal a été créé par les architectes Uno Tölpus et Paul Madalik en 1963. Le bâtiment est sous la protection du patrimoine architectural.
La bibliothèque rassemble des documents et articles publiés en Estonie, créant une collection la plus complète possible.
La bibliothèque a droit à une copie obligatoire de chaque publication en Estonie. Ces dernières années, la bibliothèque est une des premières en numérisation et permet d'accéder à toutes les collections en ligne.

## Galerie

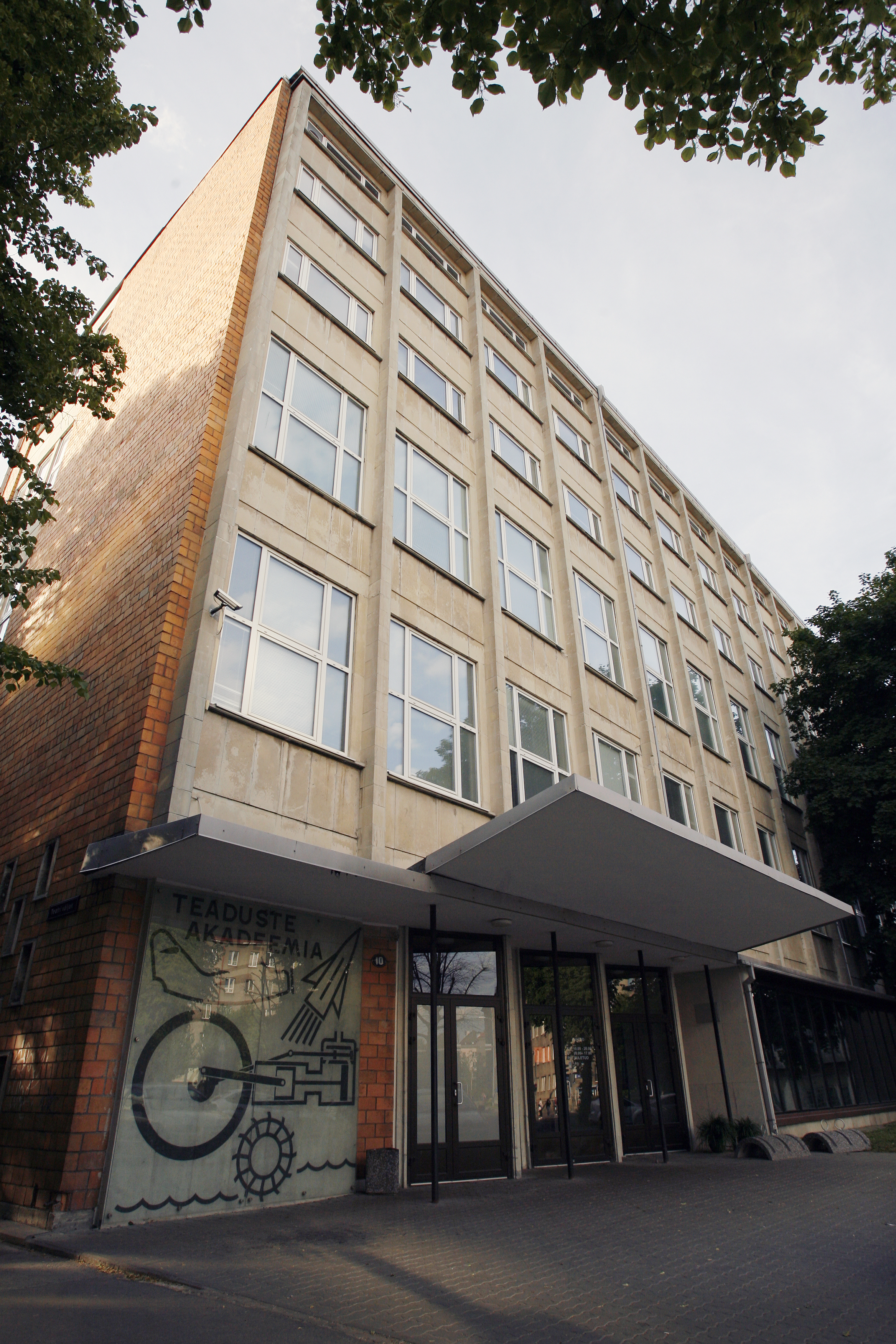
Le bâtiment principal de la bibliothèque.